# Дрехслер, Отто-Генрих
Отто-Генрих Дрехслер (нем. Otto-Heinrich Drechsler; 1 апреля 1895, Любц — 5 мая 1945, Любек) — национал-социалистский функционер, бургомистр города Любек (1933—1937) и генеральный комиссар Латвии в Рейхскомиссариате Остланд (1941—1945).

## Биография
Участник Первой мировой войны на Западном фронте. Ушел в отставку в 1920 году. Получил высшее образование, доктор медицины, по профессии — стоматолог. В 1925 году вступил в НСДАП, оберштаффельфюрер в моторизованных частях СА. С 1 августа 1932 года по 31 мая 1933 года — заместитель гауляйтера Мекленбург-Любека. После прихода НСДАП к власти в 1933 году был назначен бургомистром Любека, также был президентом Сената Свободного города Любек и прусским государственным советником. Был членом Наблюдательного совета «Hochfenwerkes Lübeck AG».

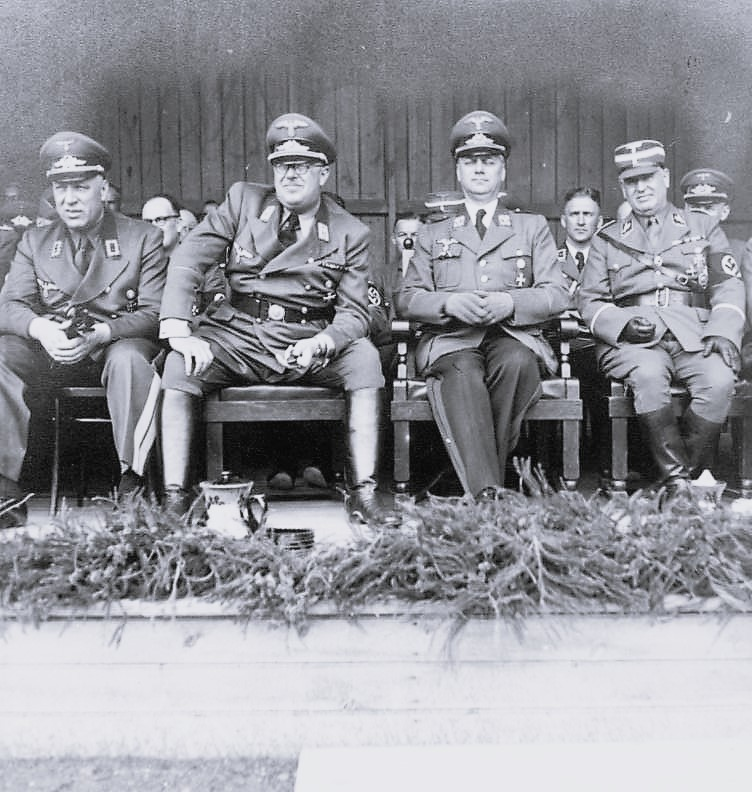
Генеральный комиссар Латвии Отто-Генрих Дрехслер (крайний слева), рейхскомиссар «Остланда» Генрих Лозе, рейхсминистр оккупированных восточных территорий Альфред Розенберг, гебитскомиссар Земгальской области Вальтер-Эберхард фон Медем. 1942 год, Латвия

С 1 апреля 1937 «обер-бургомистр» Любека.
С 17 июля 1941 года до мая 1945 года — генеральный комиссар Латвии в составе «Рейхскомиссариата Остланд» (штаб-квартира — Рига).
В конце войны был арестован Британской армией после занятия Любека. 5 мая 1945 года покончил жизнь самоубийством.